# باشگاه فوتبال فنگ‌پنگ شنژن
باشگاه فوتبال شنژن فنگ پنگ ( به چینی ساده: 深圳风鹏; پین‌یین: Shēnzhèn Fēngpéng) یک باشگاه ورزشی فوتبال در شهر شنژن ، منطقه گوانگدونگ ، کشور چین است.

## تاریخچه
باشگاه فوتبال شنژن فِنگ پِنگ در ژانویه 2012 میلادی توسط بازیکنان و کارکنان سابق باشگاه فوتبال روبی شنژن از جمله سان گانگ به عنوان مدیر مدیریتی، فن یوهونگ به عنوان مدیر کل، لیو جیان جیانگ و لی یوانپینگ به عنوان سرمربی، و ژانگ جون به عنوان مدیر،  تحت حمایت مالی یک شرکت املاک مسکن محلی ناشناس و دیگر سرمایه گذاران از جمله نماینده شنژن روبی سابق و  جیان لی بائو، مالک شرکت ژانگ های بنیانگذاری شد. پایه ی بازیکنان این تیم شامل بازیکنان سابق تیم های اول و جوانان روبی شنژن، به ویژه سه کهنه سرباز یوان لین ، چن یونگ کیانگ و شیائو جیانجیا، آکادمی نانشان فن یوهونگ (دومین فارغ التحصیلان، متولدین 1993 تا 1994 میلادی و نماینده شنژن درمسابقات مختلف نوجوانان گرد هم آمدند)، و بازیکنان گذشته ی باشگاه های استان هوبی که مدیر ژانگ جون اهل آن استان است و ارتباطات زیادی با آنها دارد تشکیل شد. همچنین نام باشگاه فنگ پنگ (风鹏) از عبارتی چینی "大风将起,鹏程万里" برگرفته شده است، که ("فنگ") به معنی "باد قوی" در شرف وزش است، (و ما خواهیم داشت) آینده ی درخشانی مانند راک ( پنگ ) خواهیم داشت. راک همچنین به شنژن به عنوان نام مستعار شهر (پنگ چنگ، شهر راک ) اشاره می کند. این تیم در فصل 2012 میلادی به لیگ دو فوتبال چین پیوستند، که این لیگ سومین سطح در سیستم لیگ فوتبال چین است.
در نخستین فصل فنگ پنگ به دلیل کمبود بازیکن در خط حمله با مشکل گلزنی بسیار مواجه بود. تاکتیک بازی مستقیم تعیین شده توسط سرمربی تیم، ژانگ جون برای کسب نتیجه کافی نبود. او ترکیب را متناسب با سه بازیکن هدف برجسته که تجربه حضور در لیگ های بالاتر را دارند ترتیب داده بود. با وجود اینکه تیم در دفاع مستحکم بود و در ضربات ایستگاهی تهدیدکننده بود، اما نتایج کسب شده خیلی خوب نبود. دو وینگر، به‌عنوان قرارداد قرضی تابستانی، بر این اساس به خدمت گرفته شدند تا مشکل خط حمله و گلزنی را به طور موثر حل کنند. فنگ پنگ فصل را با 7 مسابقه بدون شکست به سمت 4 نقطه برتر پلی آف به پایان رساند و در پایان در گروه جنوب نایب قهرمان شد.
در دور پلی آف فشرده 2 دور، فنگ پنگ در یک چهارم نهایی از سد تیم  ییتونگ کوچه پکن گذشت و دور دوم در خانه بازی شد. با این حال، شانس این تیم در آخرین مرحله برای صعود، در دور دوم نیمه نهایی پلی آف خارج از خانه در شهر هوانگشی در برابر تیم هوبی چین-کایل ، رقیب سرسختی که در طول سال دربرابر فنگ پنگ 3 برد و 1 تساوی در موقعیت های مختلف به دست آورده بود، پیچید. این تیم با استقبال خصمانه هواداران محلی مواجه شد، زیرا ژانگ جون در گذشته در موقعیت‌های بحث‌برانگیزی در دوران بازی‌اش در استان هوبی حضور داشت. هواداران هوبی برای تحت فشار قرار دادن لفظی ژانگ جون به تمرینات این تیم هجوم بردند و به او نوشیدنی های الکلی قوی را به عنوان بهای ترک بازی پیشنهاد دادند. شب قبل از مسابقه نیز هواداران تیم هوبی، آتشی بازی بزرگی در اطراف هتلی که تیم تیم فنگ پنگ ساکن آن بود برای اختلال در خواب بازیکنان ترتیب دادند. حواشی حتی در طول مسابقه نیز ادامه داشت و تیم فنگ پنگ، خطرناکترین و از نظر تاکتیکی ارزشمندترین بازیکن گلزن خود، یانگ چانگ پنگ را که او نیز اهل هوبی است و قبلاً در باشگاه های محلی همان منطقه بازی می کرد، در اثر یک حادثه غیرضروری که هر دو طرف و حتی داوران بیش از حد واکنش نشان دادند، از دست داد. یانگ به سمت بازیکن حریف دوید تا توپ را برای ضربات ایستگاهی در یک موقعیت توپ مرده از اختیار او بگیرد واز طرف بازیکن تیم رقیب، واکنش فیزیکی شدید و تهاجمی دریافت کرد که با کارت قرمز مستقیم داور برای بازیکن تیم هوبی همراه بود. کارت قرمز بعدی که توسط داور نشان داده شد، واکنش شدید بازیکنان، مربیان و هواداران هوبی را به همراه داشت. داور تحت فشار تهدیدآمیز و شعارهای تماشاچیان، یانگ را نیز به دلیل کوچکترین حرکت او که توسط داور خط‌نما به عنوان رفتاری خشونت‌آمیز تشخیص داده شد، اخراج کرد. این تصمیم داور، همه را غافلگیر کرد. بدون حضور مهاجم هدف، فنگ پنگ بر اساس دستور سرمربی مجبور شد یک بازی تدافعی را پیش بگیرد و منفعلانه عقب بنشیند تا از مجموع 1 گل برتری خود در دور اول در خانه دفاع کند، علیرغم اینکه هر دوی آنها 10 نفره بازی کردند، اما باز هم در آخرین دقایق از وقت های نیمه دوم وقت اضافه، این تیم گلی را دریافت کرد و در پی آن، بازی را واگذار کردند. این اتفاق دقیقا چند دقیقه مانده به پایان وقت اضافه رخ داد،  درحالیکه با نتیجه قبلی آنها میتوانستند در ضربات پنالتی شانس خود را برای پیروزی در این بازی حساس امتحان کنند.
ژانگ جون از پس سوگند پیش فصل خود مبنی بر "ترفیع یا استعفای من" را بر نیامد، پس استعفا داد. جانشین او یکی دیگر از مربیان مستقر در شنژن، همچنین بین المللی سابق، ژو بو بود، که پس از از دست دادن اکثریت بازیکنان حاضر در تیم در فصل نقل و انتقالات که ابتدای فصل 2012 را با تیم آغاز کرده بودند، 13 بازیکن جدید را به خدمت گرفت. این اتفاق در پی سیاست جدیدی رخ داد که مدیران معتقد به بازسازی تیم بودند تا یک فصل رقابتی جدید را در سال 2013 آغاز کنند.

## رده بندی لیگ تمام دوران
| فصل    | 2012 | 2013 |
| ------ | ---- | ---- |
| بخش    | 3    | 3    |
| موقعیت | 3    | 3    |

## لینک های خارجی
- وب سایت باشگاه شنژن فنگ پنگ